# Jan Brasser (atleet)
Reindert Johannes (Jan) Brasser (Amsterdam, 20 november 1912 – aldaar, 30 augustus 1999) was een Nederlandse atleet, die in de jaren dertig van de 20e eeuw uitblonk op de tienkamp. Door zijn brede basis veroverde hij, behalve op dit onderdeel, nationale titels op drie andere atletieknummers en vestigde hij verschillende Nederlandse records. Brasser nam eenmaal deel aan de Olympische Spelen. Hij gold bij de mannen jarenlang als de nationale standaard op het gebied van de meerkamp, een rol die pas in de tweede helft van de jaren vijftig werd overgenomen door Eef Kamerbeek.

## Biografie

### Veelzijdig atleet
Jan Brasser, in het dagelijks leven aanvankelijk kantoorbediende bij de Amsterdamse Bank (later zou hij vertegenwoordiger worden in sportmateriaal) was lid van de Amsterdamse atletiekvereniging AAC. In 1933 behaalde hij bij het hoogspringen de eerste van in totaal tien nationale titels. Op dit nummer vestigde hij een jaar later met een sprong over 1,857 m ook zijn eerste nationale record. Brasser was echter een veelzijdig atleet en daarom vooral geschikt voor de tienkamp, waarop hij in 1934 en 1935 dan ook Nederlands kampioen werd.

### Vijfde op Olympische Spelen
In 1936 werd Jan Brasser als lid van een in totaal achttien koppen tellende Nederlandse delegatie uitgezonden naar de Olympische Spelen in Berlijn, waar hij deelnam aan het hoogspringen en de tienkamp. Op het eerste nummer kwam hij in de kwalificatieronde tot 1,85, waarmee hij niet doordrong tot de finale. Hij werd ex aequo als twaalfde geklasseerd. Op de tienkamp speelde hij echter een rol van betekenis. Ondanks een verstuikte enkel die hij bij het polsstokhoogspringen opliep, kwalificeerde hij zich als vijfde. Dit is op dit zware nummer de beste olympische prestatie ooit van een Nederlandse atleet, nadien slechts door twee man geëvenaard: Eef Kamerbeek in 1960 en Chiel Warners in 2004. "Zonder tegenslag, zonder die verstuikte enkel bij het polsstokhoog, had ik zeker de vierde plaats kunnen hebben", zei hij er in 1938 over.

### Tienkamper of bokser?
Van Jan Brasser is de volgende anekdote. "Dat prachtige Olympisch dorp in Berlijn heb ik van alle kanten bekeken. Op een dag kwam ik bij de boksringen en de weegschalen e.d. Elk ogenblik stapten er boksers op de weegschaal om te kijken of ze het juiste gewicht voor hun klasse hadden. Er was juist een stelletje Argentijnse en Filipijnse boksers in de buurt en zoals ze mij daar zagen in trainingspak, hielden ze mij blijkbaar ook voor een bokser. Ik ging voor de grap ook maar eens op die weegschaal staan en ze schrokken niet weinig toen de wijzer 95 kg aanwees. Zo’n reus, met zo’n reach, brrr. Ze griezelden al bij de gedachte. Hun taal verstond ik niet, maar uit hun opgewonden gebaren begreep ik dat ze hem geducht begonnen te knijpen voor die blonde Goliath. Ik liet ze in hun waan en balde nog eens extra mijn biceps. Inwendig bulderde ik van het lachen".
Van 1936 tot en met 1939 was Brasser ook jaarlijks aanwezig bij de open Engelse kampioenschappen, waar hij in die periode op de 120 yd hordeloop, het hoogspringen en het discuswerpen in totaal zesmaal een medaille veroverde, waarvan driemaal een gouden.

### EK: bronzen medaille
In 1938 maakte Jan Brasser deel uit van de Nederlandse ploeg die deelnam aan de Europese kampioenschappen in Parijs. Hier behaalde hij op de 110 m horden een bronzen medaille in 14,8, nadat hij in de halve finale zijn eigen, eerder in het seizoen in Amsterdam gevestigde nationale record, reeds had verbeterd tot 14,6.
Brasser behaalde zijn laatste nationale titel in 1939 op de 110 m horden. Op de tienkamp werden er tussen 1938 en 1948, mede door toedoen van de Tweede Wereldoorlog, geen Nederlandse kampioenschappen verwerkt. Brasser zou anders op dit onderdeel ongetwijfeld nog vele nationale titels hebben veroverd. Zijn atletiekloopbaan is door de oorlogsomstandigheden zeker ongunstig beïnvloed.
Na de oorlog liet Brasser zich nog tweemaal zien op de Engelse AAA-kampioenschappen, waar hij in 1946 en 1947 beide keren het discuswerpen op zijn naam schreef. Het waren zijn laatste wapenfeiten. De Olympische Spelen van 1948 kwamen voor hem te laat.

## Kampioenschappen

### Internationale kampioenschappen
| Onderdeel     | Titel              | Jaar       |
| ------------- | ------------------ | ---------- |
| 120 yd horden | Brits AAA-kampioen | 1939       |
| discuswerpen  | Brits AAA-kampioen | 1946, 1947 |

### Nederlandse kampioenschappen
| Onderdeel    | Jaar             |
| ------------ | ---------------- |
| 110 m horden | 1937, 1938, 1939 |
| hoogspringen | 1933, 1934, 1936 |
| discuswerpen | 1937, 1946, 1947 |
| tienkamp     | 1934, 1935, 1937 |

## Persoonlijke records
| Onderdeel               | Prestatie         | Datum             | Plaats    |
| ----------------------- | ----------------- | ----------------- | --------- |
| 110 m horden            | 14,6 s (ex-NR)    | 4 september 1938  | Parijs    |
| 400 m horden            | 55,5 s (ex-NR)    | 13 augustus 1939  | Amsterdam |
| verspringen             | 6,93 m            | 4 september 1937  | Amsterdam |
| hoogspringen            | 1,946 m (ex-NR)   | 15 mei 1936       | Amsterdam |
| polsstokhoogspringen    | 3,50 m            | 5 september 1937  | Amsterdam |
| kogelstoten             | 13,975 m          | 1937              |           |
| discuswerpen            | 44,86 m           | 6 juli 1941       | Rotterdam |
| speerwerpen (oud model) | 60,07 m           | 1947              |           |
| tienkamp                | 7.046 p * (ex-NR) | 7/8 augustus 1936 | Berlijn   |

*Finse Telling

## Palmares

### 110 m horden
- 1938:  NK - 15,2 s
- 1938:  EK - 14,8 s
- 1939:  NK - 15,0 s

### 120 yd horden
- 1937:  Engelse AAA-kamp.
- 1938:  Engelse AAA-kamp.
- 1939:  Engelse AAA-kamp. - 14,7 s

### hoogspringen
- 1936: 12e (ex aequo) OS - 1,85 m
- 1936:  Engelse AAA-kamp. - 1,829 m
- 1938:  NK - 1,75 m

### discuswerpen
- 1938:  Engelse AAA-kamp. - 40,99 m
- 1939:  Engelse AAA-kamp. - 42,60 m
- 1946:  Engelse AAA-kamp. - 43,57 m
- 1947:  Engelse AAA-kamp. - 43,79 m

### tienkamp
- 1936: 5e OS - 7.046 p (FT)

## Onderscheidingen
- Sauer-beker - 1939